# ヴェセリン・スタネフ
ヴェセリン・スタネフ（ブルガリア語: Веселин Станев, ラテン文字転写: Vesselin Stanev、1964年 - ）は、ブルガリアのピアニストである。

## 経歴
スタネフはブルガリア東部のヴァルナ市で1964年に誕生した。初めに首都ソフィアのブルガリア国立音楽院で学び、次にモスクワ音楽院、最後にパリ国立高等音楽・舞踊学校で学んだ。彼は優れたロマン派クラシック音楽の演奏者と記録されており、フランツ・リストの『超絶技巧練習曲』を全て録音した稀有なピアニストである。ウィグモア・ホール（ロンドン）や旧オペラ座（フランクフルト・アム・マイン）、ゲヴァントハウス（ライプツィヒ）、サル・ガヴォ（パリ）、クラングボーゲン・ウィーン（ウィーンなど等で演奏した経験がある。多くのヨーロッパの国や、ロシアや日本で演奏した。ロシアのプラウダ・オンラインは彼を「控えめな天才」と評した。現在はスイスに居住している。

## 作品
- フランツ・リスト- Réminiscences de Norma, Dante Sonata, Mephisto Waltz No. 1, Réminiscences de Don Juan (RCA Red Seal, 2014).
- Undine: Music for Flute and Piano - Works by Haydn, W. A. Mozart, F. X. Mozart, Mendelssohn, Schubert, Bizet, Reinicke, Schumann, Donizetti (with Eva Oertle, flute; ソニー・クラシカル, 2013)
- フランツ・リスト- Etudes d'exécution transcendante S 139 (1851) (RCA Red Seal), 2010)
- アレクサンドル・スクリャービン - Preludes op. 11 / Sonatas (ソニー・クラシカル, 2006)[3]
- フレデリック・ショパン - 12 Etudes op. 10 / 12 Etudes op. 25 (Gega New, 2003)
- ルートヴィヒ・ヴァン・ベートーヴェン / ロベルト・シューマン - Fifteen Variations and Fugue in E flat major, Op.35, “Eroica Variations” / Kreisleriana, Op.16 (Gega New, 2002)
- ロベルト・シューマン/フランツ・リスト- 幻想曲 / Sonata in B minor, S178 (Gega New, 2001)
- フレデリック・ショパン/ モーリス・ラヴェル / セルゲイ・ラフマニノフ - 24 Preludes, op. 28 / 夜のガスパール / Sonata No.2, op. 36 (Gega New, 2000)
- フレデリック・ショパン/セルゲイ・ラフマニノフ/フランツ・リスト- Ballades; Scherzo, Polonaise, Barcarolle op. 23, 52, 39, 44, 60 / Moments Musicaux, op. 16 / Hungarian Rhapsodies, S244, Nos. 11 & 12 (Gega New, 1997)